# Alfred Bieler
Pour les articles homonymes, voir Bieler.
Alfred Bieler, dit Fredy, (né le 18 avril 1923 à Saint-Moritz, mort le 24 avril 2013 à Zurich) est un joueur professionnel suisse de hockey sur glace.

## Carrière
Alfred Bieler commence au Hockey Club Saint-Moritz puis vient en 1943 au Zürcher SC avec qui il devient champion de Suisse en 1949. Dans les années 1940 et 1950, il appartient aux formations changeantes du célèbre « Sturm » de Zurich.
Alfred Bieler a 53 sélections dans l'équipe de Suisse et est l'auteur de 60 buts. Il participe aux Jeux olympiques de 1948, où la Suisse à domicile prend la médaille de bronze. Pendant le tournoi, il marque cinq buts et trois passes en cinq matchs. Il fait également partie de l'équipe de son pays aux Championnats du monde en 1950 et 1951, où il gagne aussi les médailles de bronze ces deux années. La Suisse est aussi championne d'Europe en 1950.
Avec son collègue Heinrich Lohrer du Zurich SC, il rejoint plus tard la direction de l'entreprise de machines de précision Precisa AG.